# Lago Cari
O lago Cari (em armênio: Քարի լիճ; romaniz.: K’ari lič, lit. "Lago de Rocha/Montanha") é um lago de água doce na Armênia localizado nas encostas do monte Aragats. Está localizado a 3 185 metros acima do nível do mar e tem um perímetro de 1 150 metros. Sua profundidade é de até oito metros, seu volume é de 375 mil metros quadrados e tem uma área de superfície de 0,12 quilômetro quadrado. Se formou num vale em forma de U cercado por morenas. A água do lago é límpida e fria e vem principalmente da precipitação. Ele fica congelado por 8 a 9 meses por ano.
Segundo uma teoria, o lago é artificial e foi usado para fins de irrigação no período pré-urartiano. O lago era anteriormente a fonte do rio Guelazor, que deságua na planície de Xiraque. No século XVII, o católico Filipe I ordenou que a fonte do rio fosse fechada e conectou o lago ao rio Amberde, um tributário do Cassal. Mais tarde, o canal desapareceu.  Há uma estação de raios cósmicos próxima ao lago, fundada em 1943 pelos físicos Abraham e Artem Alikhanian. Em 1963, a cepa guelarcuni da truta Salmo ischchan foi introduzida artificialmente no lago. Os peixes não se multiplicaram, mas cresceram num ritmo mais rápido do que no lago Sevã.
O lago pode ser alcançado do sul pela estrada que sai da vila de Agaraque; outra estrada que começa no monumento do alfabeto armênio se conecta à estrada principal do leste. As estradas são fechadas pela neve durante o inverno, que pode durar até o final de maio. O lago é usado como ponto de partida para escalar o pico sul do monte Aragats.